# Kilclooney More 2

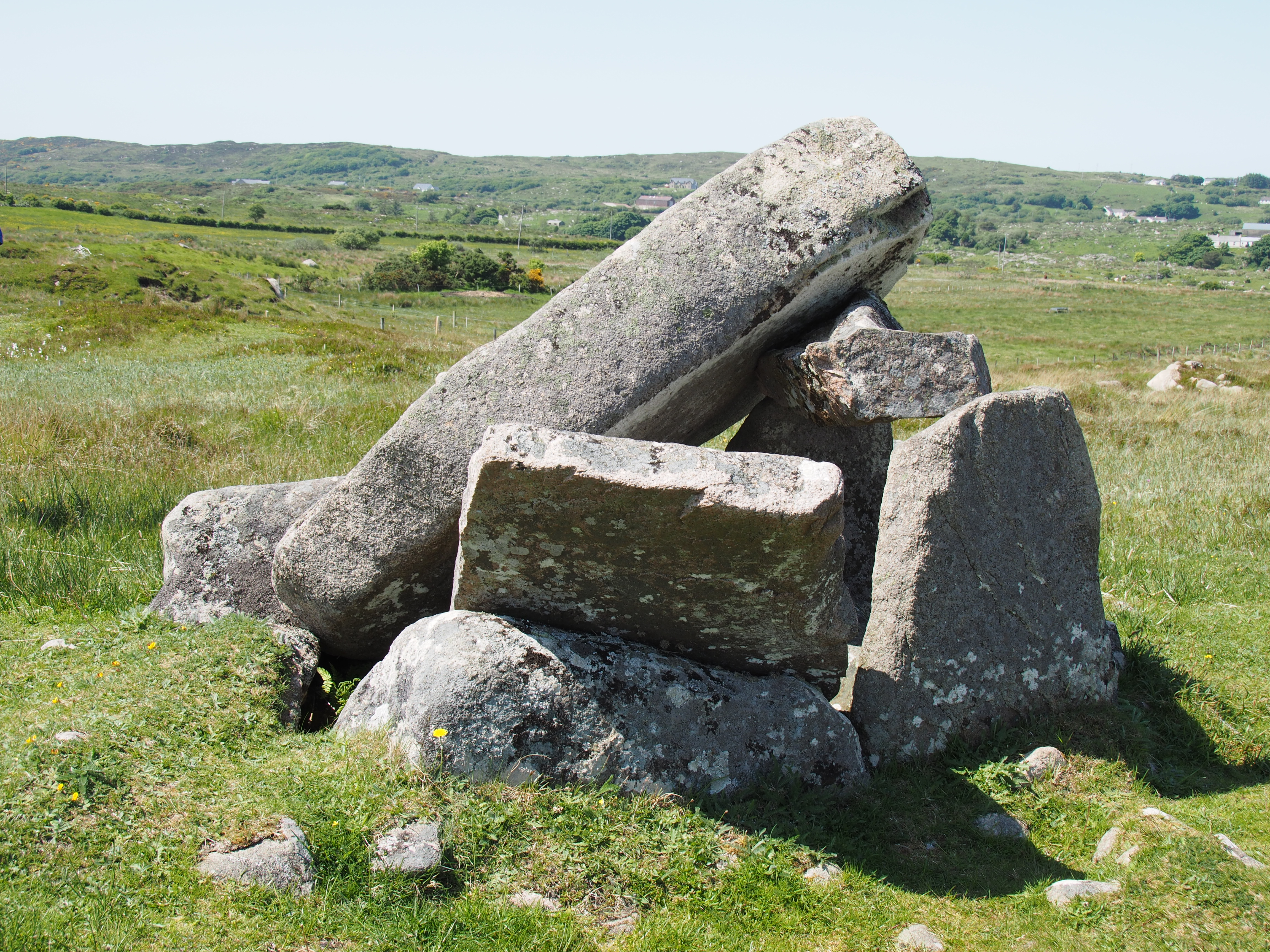
Kilclooney More 2

Das Portal Tomb von Kilclooney More 2 (auch Dg. 70 oder Kilclooney More West (irisch Cill Chluanadh Mhór genannt)) liegt etwa acht Meter westlich des viel größeren Portal Tombs Kilclooney More 1, nordwestlich von Ardara im County Donegal in Irland. 
Als Portal Tombs werden auf den Britischen Inseln Megalithanlagen bezeichnet, bei denen zwei gleich hohe, aufrecht stehende Steine mit einem Türstein dazwischen, die Vorderseite einer Kammer bilden, die mit einem zum Teil gewaltigen Deckstein bedeckt ist.

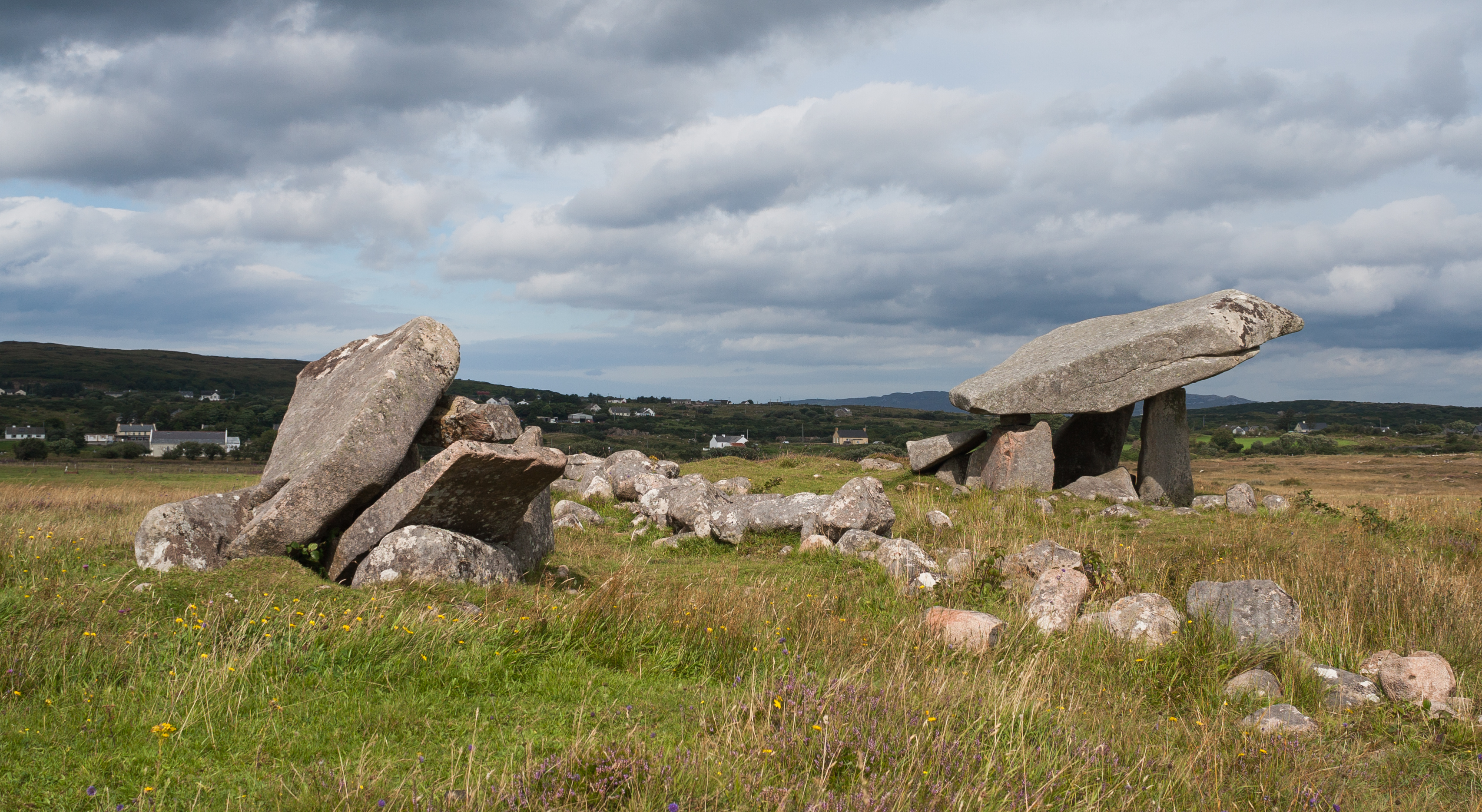
Kilclooney More 1 und 2

Das kleinere Portal Tomb besitzt noch nahezu alle seine Steine, aber der Deckstein ist verstürzt. Es wird angenommen, dass ein Cairn, von dem Spuren erhalten blieben, beide Megalithanlagen bedeckt hat. Eine moderne Feldmauer trennt die beiden Anlagen. Bei Ausgrabungen wurden Fragmente neolithischer Keramik gefunden. 
In der Nähe liegt westlich das relativ gut erhaltene Court Tomb von Kilclooney.